# منظمة الطاقة الذرية الإيرانية
تأسست منظمة الطاقة الذریة الإیرانیة بعد المصادقة علی قانون «منظمة الطاقة الذریة» في 7 یولیو 1974 و كان رئيسها الأول أکبر اعتماد. والرئیس الحالي هو علي أكبر صالحي.

## المسؤولیة
هذه المنظمة هي الهيئة الرسمية الرئيسية المسؤولة عن تنفيذ اللوائح و تشغيل منشآت الطاقة النووية في إيران. و يقع مقرها الرئيسي في شمال أميرآباد حي في طهران ، و لديه مرافق في جميع أنحاء البلاد. و يرأس المنظمة حاليا علي أكبر صالحي ، الذي اختير ليحل محل فريدون عباسي 15 أغسطس 2013.

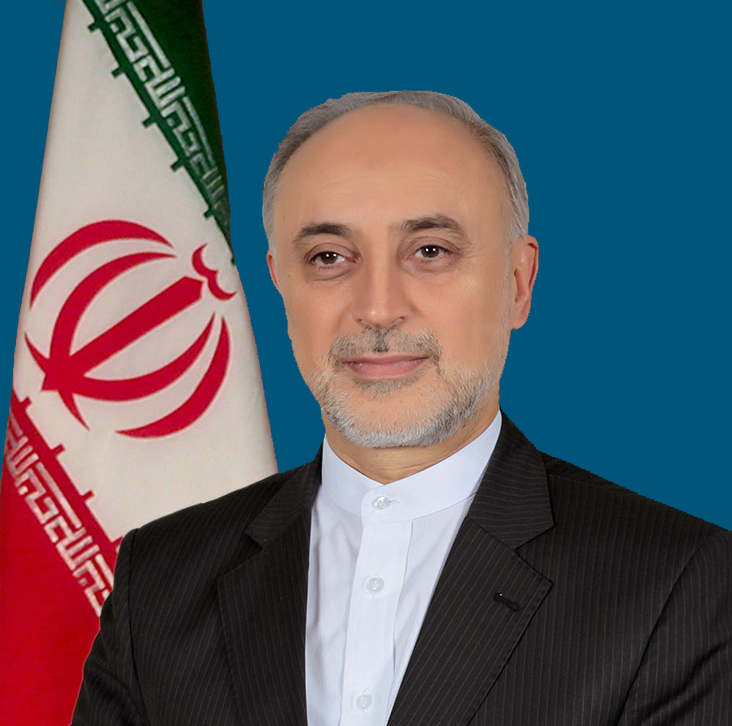
علي أکبر صالحي، رئيس منظمة الطاقة الذرية الإيرانية

## مهمة المنظمة
أسندت مهمة تطویر التقنیة النوویة، خاصة فیما یتعلق بإنتاج الكهرباء عبر محطات ذریة إلی منظمة الطاقة الذریة. و قد جاء فی المادة الأولى من القانون التأسیسي لمنظمة الطاقة الذریة الصادر في شهر یولیو من العام 1974، أن السبب الرئیسي لتأسیس هذه المنظمة، هو «الاستفادة من الأشعة و الطاقة الذریة فی الصناعة و الزراعة و تأسیس المحطات النوویة لإنتاج الكهرباء و مصانع تحلیة المیاه المالحة، و كذلك إنتاج المواد الأولیة اللازمة للصناعات النوویة، و إنشاء بنیة تحتیة علمیة و تقنیة لرفد المشاریع ذات الصلة، و تكوین نظام تنسیق و مراقبة لكل ما یتصل بالطاقة الذریة من أنشطة على مستوى البلاد عامة»

## قبل الثورة الإسلامیة
في السنوات الباقیة على انتصار الثورة الإسلامیة في إیران (و هي 4 سنوات، مابین تأسیس منظمة الطاقة الذریة و انتصار الثورة الإسلامیة)، كانت المنظمة تسعى لتحقیق الهدف المرسوم لها و هو إنتاج 23000 میغاواط بواسطة إقامة محطات إنتاج كهرباء ذریة. و علیه فقد أبرمت المنظمة مجموعة من العقود، لإنشاء محطات ذریةْ لإنتاج الكهرباء، وكذلك لتأمین الوقود النووي اللازم لهذه المحطات. وقد کان لهذه العقود و متابعتها، الأثر الأبرز في تطور المنظمة بشکل سریع. في نفس الوقت فإن الدعم العلمي و التقني من الدول المتقدمة في المجالات النوویة، بدأ في التوجه نحو المنظمة، منذ تأسیسها.

## المدير العام
| # | President                    | Years     |
| - | ---------------------------- | --------- |
| 1 | أكبر اعتماد                  | 1974–1979 |
|   | فريدون شهابي (مؤقت)          | 1979–1981 |
| 2 | رضا امر اللهي                | 1981–1997 |
| 3 | غلام رضا آغازاده             | 1997–2009 |
| 4 | علي أكبر صالحي               | 2009–2010 |
|   | محمد احمدیان (مؤقت)          | 2010–2011 |
| 5 | فريدون عباسي دوائي           | 2011–2013 |
| 6 | علي أكبر صالحي (second term) | 2013–     |

## انظر أیضا
- منشآت نووية في إيران
- الیوم الوطني للتقنیة النوویة الإیرانیة
- محطة بوشهر الكهروذرية